# میمون‌سانیان
میمون‌سانیان (به انگلیسی: simians) فروراستهٔ (Simiiformes) به عنوان «نخستی‌های عالی» معرف حضور بیشتر مردم هستند: میمون‌های بر قدیم و کپی‌ها شامل (هر دو با هم راست‌بینیان را تشکیل می‌دهند)، و میمون‌های بر جدید از اعضای این فروراسته هستند. میمون‌سانیان معمولاً از پیش میمونیان یا «نخستی‌های پست» درشت‌ترند. انسان نیز جز این دسته حساب می‌شود.